# Moominvalley
Moominvalley è una serie televisiva d'animazione in CGI del 2019 e ha come protagonisti i Mumin, dei troll bianchi ideati nel 1945 dall'autrice finlandese Tove Jansson per i suoi romanzi e libri illustrati.
La serie, prodotta da Gutsy Animations, si compone di tre stagioni trasmesse a partire dal 2019 in Finlandia e Regno Unito; è in produzione una quarta stagione che verrà pubblicata nel 2024.
L'edizione italiana della serie è stata trasmessa su Rai Yoyo dal 26 settembre 2020 al 2 aprile 2023.

## Trama
In una valle incantata, la Valle dei Mumin, vive una famiglia di troll bianchi composta da Papà Mumin, Mamma Mumin e Troll Mumin, il figlio. Quest'ultimo è il protagonista della storia, che in ogni episodio vive un'avventura nuova in compagnia dei suoi amici.

## Personaggi

### Principali
Troll Mumin (Moomintroll)
Doppiato da: Taron Egerton (ed. inglese), Andrea Di Maggio (ed. italiana)
È il protagonista della serie, tranquillo pacifico e un po' fifone, è innamorato di Grugnina e ricambiato.
Mamma Mumin (Moominmamma)
Doppiata da: Rosamund Pike (ed. inglese), Francesca Fiorentini (ed. italiana)
È la mamma di Troll Mumin, dolce e amorevole con tutti anche con la vicina più scortese di tutti, la signora Filifiocca.
Papà Mumin (Moominpappa)
Doppiato da: Matt Berry (ed. inglese), Massimo Bitossi (ed. italiana)
È il papà di Troll Mumin, sempre in cerca di avventure e si caccia sempre in molti guai. È appassionato di scrittura e ama narrare alla sua famiglia le imprese della sua gioventù.
Piccola Mi (Little My)
Doppiata da: Bel Powley (ed. inglese), Lucrezia Marricchi (ed. italiana)
La figlia di Camilla che lascia la famiglia per trasferirsi dai Mumin. È piccola ma con un carattere deciso e lo sguardo sempre aggrottato.
Tabacco (Snufkin)
Doppiato da: Edvin Endre (ed. inglese), Lorenzo De Angelis (ed. italiana)
È un ragazzo, miglior amico di Troll Mumin. È vestito di verde e porta sempre con sé un'armonica a bocca, è saggio e uno spirito libero.
Sniff
Doppiato da: Warwick Davis (ed. inglese), Paolo Macedonio (ed. italiana)
Un canguro amico di Troll Mumin. È un po' sciocchino e micragnoso e finisce spesso nei guai.
Grugnina (Snorkmaiden)
Doppiata da: Akiya Henry (ed. inglese), Margherita De Risi (ed. italiana)
Una mumin romanticona, innamorata di Troll Mumin e ricambiata.

### Secondari
Topo muschiato
Un filosofo pigro che sta sempre a oziare sulla sua amaca vicino alla casa dei Mumin. Ogni tanto dispensa i suoi saggi consigli di vita a chi è in difficoltà.
Signora Filifiocca (Fillyjonk)
La vicina della famiglia Mumin, ossessionata dal pulito e dal rispetto delle regole. Non vede di buon occhio i vicini Mumin ed è sempre pronta a criticare gli altri.
Stinky
Un simpatico batuffolo di pelo marrone sempre intento a rubare. Nonostante questo suo vizio, Mamma Mumin riconosce che c'è del buono anche in lui e lo accetta per come è.
Grugnino (Snork)
Il fratello di Grugnina, è un abile inventore che ama stare solo. Per questo motivo non parla spesso con gli altri ed è timido.
Toffle
Un bambino dolce e affettuoso, sempre desideroso di giocare e divertirsi. Ha una fantasia irrefrenabile che gli permette di inventare tante storie.

### Ricorrenti
Fungarelli (Hattifatteners)
Sono delle piccole creature bianche che vivono in gruppo. Rilasciano delle scosse elettriche quando vengono toccati e adorano i temporali.
Morra (Groke)
È un mostro nero che si aggira di notte nella Valle dei Mumin. Incute timore ma non è pericolosa.
Mimla (Mymble)
La mamma di Piccola Mi e di tanti altri bambini. È un po' trasandata e pasticciona e cambia più volte casa.
Misa (Misabel)
Una donna di mezz'età, bassa e con i capelli grigi. È molto introversa e solerte a svolgere le faccende di casa.
Hobgoblin
Un mago dispettoso che vive in una dimensione parallela. Lancia i suoi incantesimi grazie al suo cappello magico.

## Episodi

### Prima stagione
| Nº | Titolo originale                 | Titolo italiano                  | Prima TV finlandese | Prima TV inglese | Prima TV italiana |
| -- | -------------------------------- | -------------------------------- | ------------------- | ---------------- | ----------------- |
| 1  | Little My Moves In               | L'arrivo di Piccola Mi           | 25 febbraio 2019    | 19 aprile 2019   | 26 settembre 2020 |
| 2  | The Spring Tune                  | La canzone della primavera       | 4 marzo 2019        | 19 aprile 2019   | 3 ottobre 2020    |
| 3  | The Last Dragon in the World     | L'ultimo drago del mondo         | 11 marzo 2019       | 19 aprile 2019   | 10 ottobre 2020   |
| 4  | Moominsummer Madness             | Un'estate molto bagnata          | 18 marzo 2019       | 19 aprile 2019   | 17 ottobre 2020   |
| 5  | The Golden Tale                  | Il racconto della coda           | 25 marzo 2019       | 19 aprile 2019   | 24 ottobre 2020   |
| 6  | The Secret of the Hattifatteners | Il segreto dei Fungarelli        | 1º aprile 2019      | 19 aprile 2019   | 31 ottobre 2020   |
| 7  | Snufkin and the Park Keeper      | Tabacco e il guardiano del parco | 8 aprile 2019       | 19 aprile 2019   | 7 novembre 2020   |
| 8  | Monster Fish                     | Il pesce mostruoso               | 15 aprile 2019      | 19 aprile 2019   | 14 novembre 2020  |
| 9  | Night of the Groke               | La notte della Morra             | 22 aprile 2019      | 27 aprile 2019   | 21 novembre 2020  |
| 10 | Moominmama's Maid                | Una domestica per casa Mumin     | 29 aprile 2019      | 27 aprile 2019   | 28 novembre 2020  |
| 11 | Ghost Story                      | Un fantasma per amico            | 6 maggio 2019       | 27 aprile 2019   | 5 dicembre 2020   |
| 12 | The Invisible Child              | La bambina invisibile            | 13 maggio 2019      | 28 aprile 2019   | 12 dicembre 2020  |
| 13 | Midwinter Ancestor               | L'antenato d'inverno             | 20 maggio 2019      | 28 aprile 2019   | 20 dicembre 2020  |

### Seconda stagione
| Nº tot. | Nº | Titolo originale                  | Titolo italiano                         | Prima TV finlandese | Prima TV inglese | Prima TV italiana |
| ------- | -- | --------------------------------- | --------------------------------------- | ------------------- | ---------------- | ----------------- |
| 14      | 1  | Moomin's Winter Follies           | Follie d'inverno                        | 2 marzo 2020        | 21 dicembre 2019 | 21 dicembre 2020  |
| 15      | 2  | The Fire Spirit                   | Lo spirito di fuoco                     | 2 marzo 2020        | 21 dicembre 2019 | 22 dicembre 2020  |
| 16      | 3  | Moominpapa And Son                | Al lavoro, Papà Mumin                   | 2 marzo 2020        | 21 dicembre 2019 | 23 dicembre 2020  |
| 17      | 4  | Little My Moves Out               | La partenza di Piccola Mi               | 2 marzo 2020        | 21 dicembre 2019 | 24 dicembre 2020  |
| 18      | 5  | The Strange Case Of Mrs Fillyjonk | Lo strano caso della signora Filifiocca | 30 marzo 2020       | 21 dicembre 2019 | 25 dicembre 2020  |
| 19      | 6  | The Hobgoblin's Hat               | Il cappello a cilindro                  | 30 marzo 2020       | 10 aprile 2020   | 26 dicembre 2020  |
| 20      | 7  | Thingumy and Bob                  | Dada e Sasa                             | 30 marzo 2020       | 10 aprile 2020   | 27 dicembre 2020  |
| 21      | 8  | The Trial                         | Il processo                             | 30 marzo 2020       | 11 aprile 2020   | 28 dicembre 2020  |
| 22      | 9  | Farewell, Snorkmaiden             | Addio Grugnina                          | 27 aprile 2020      | 11 aprile 2020   | 29 dicembre 2020  |
| 23      | 10 | Moominpappa's Island              | L'isola di Papà Mumin                   | 27 aprile 2020      | 12 aprile 2020   | 30 dicembre 2020  |
| 24      | 11 | Moominmamma's Mural               | L'affresco di Mamma Mumin               | 27 aprile 2020      | 12 aprile 2020   | 31 dicembre 2020  |
| 25      | 12 | Moomintroll and the Seahorses     | Cavallucci marini                       | 27 aprile 2020      | 13 aprile 2020   | 1º gennaio 2021   |
| 26      | 13 | November in Moominvalley          | Novembre                                | 27 aprile 2020      | 13 aprile 2020   | 2 gennaio 2021    |

### Terza stagione
| Nº tot. | Nº | Titolo originale              | Titolo italiano                         | Prima TV finlandese | Prima TV inglese | Prima TV italiana |
| ------- | -- | ----------------------------- | --------------------------------------- | ------------------- | ---------------- | ----------------- |
| 27      | 1  | Homecoming                    | Ritorno a casa                          | 3 ottobre 2022      | 1º aprile 2022   | 12 marzo 2023     |
| 28      | 2  | Moomintroll's Grand Adventure | La grande avventura                     | 3 ottobre 2022      | 1º aprile 2022   | 12 marzo 2023     |
| 29      | 3  | Brisk and Breezy              | Campeggio con... Brio                   | 3 ottobre 2022      | 1º aprile 2022   | 12 marzo 2023     |
| 30      | 4  | Inventing Snork               | Grugnino l'inventore                    | 3 ottobre 2022      | 1º aprile 2022   | 19 marzo 2023     |
| 31      | 5  | The Stinky Caper              | Il dis... colpo!                        | 3 ottobre 2022      | 1º aprile 2022   | 19 marzo 2023     |
| 32      | 6  | Toffle's Tall Tales           | Storie strampalate                      | 3 ottobre 2022      | 1º aprile 2022   | 19 marzo 2023     |
| 33      | 7  | Winter Secrets                | Segreti d'inverno                       | 3 ottobre 2022      | 1º aprile 2022   | 26 marzo 2023     |
| 34      | 8  | Lonely Mountain               | Le montagne solitarie                   | 3 ottobre 2022      | 1º aprile 2022   | 26 marzo 2023     |
| 35      | 9  | Mrs Fillyjonk's Last Hurrah   | Tempo scaduto per la signora Filifiocca | 3 ottobre 2022      | 1º aprile 2022   | 26 marzo 2023     |
| 36      | 10 | Snufkin and the Fairground    | Tabacco e il lunapark                   | 3 ottobre 2022      | 1º aprile 2022   | 2 aprile 2023     |
| 37      | 11 | Call of the Hattifatteners    | Il richiamo dell'avventura              | 3 ottobre 2022      | 1º aprile 2022   | 2 aprile 2023     |
| 38      | 12 | Moominmamma's Flying Dream    | La mongolfiera di Mamma Moomin          | 3 ottobre 2022      | 1º aprile 2022   | 2 aprile 2023     |
| 39      | 13 | Midsummer Magic               | Magia di mezza estate                   | 3 ottobre 2022      | 1º aprile 2022   | 2 aprile 2023     |

### Quarta stagione
| Nº tot. | Nº | Titolo originale               | Titolo italiano | Prima TV finlandese | Prima TV inglese | Prima TV italiana |
| ------- | -- | ------------------------------ | --------------- | ------------------- | ---------------- | ----------------- |
| 40      | 1  | Ringmaster Brisk               |                 | 6 gennaio 2025      | 26 ottobre 2024  |                   |
| 41      | 2  | Moomins and the Railway        |                 | 6 gennaio 2025      | 26 ottobre 2024  |                   |
| 42      | 3  | Sniff's Cave                   |                 | 6 gennaio 2025      | 26 ottobre 2024  |                   |
| 43      | 4  | Seamaiden                      |                 | 6 gennaio 2025      | 26 ottobre 2024  |                   |
| 44      | 5  | Inspector Stinky               |                 | 6 gennaio 2025      | 26 ottobre 2024  |                   |
| 45      | 6  | Midsummer Meddling             |                 | 6 gennaio 2025      | 26 ottobre 2024  |                   |
| 46      | 7  | Moominmamma the Artist         |                 | 6 gennaio 2025      | 26 ottobre 2024  |                   |
| 47      | 8  | The Great Cold                 |                 | 6 gennaio 2025      | 26 ottobre 2024  |                   |
| 48      | 9  | Moominpappa The Great Explorer |                 | 6 gennaio 2025      | 26 ottobre 2024  |                   |
| 49      | 10 | Song of the Groke              |                 | 6 gennaio 2025      | 26 ottobre 2024  |                   |
| 50      | 11 | Moominpappa and Aunt Jane      |                 | 6 gennaio 2025      | 26 ottobre 2024  |                   |
| 51      | 12 | Starstruck                     |                 | 6 gennaio 2025      | 26 ottobre 2024  |                   |
| 52      | 13 | The Comet                      |                 | 6 gennaio 2025      | 26 ottobre 2024  |                   |